# نقطه و برش چینه‌گون مرزی جهانی

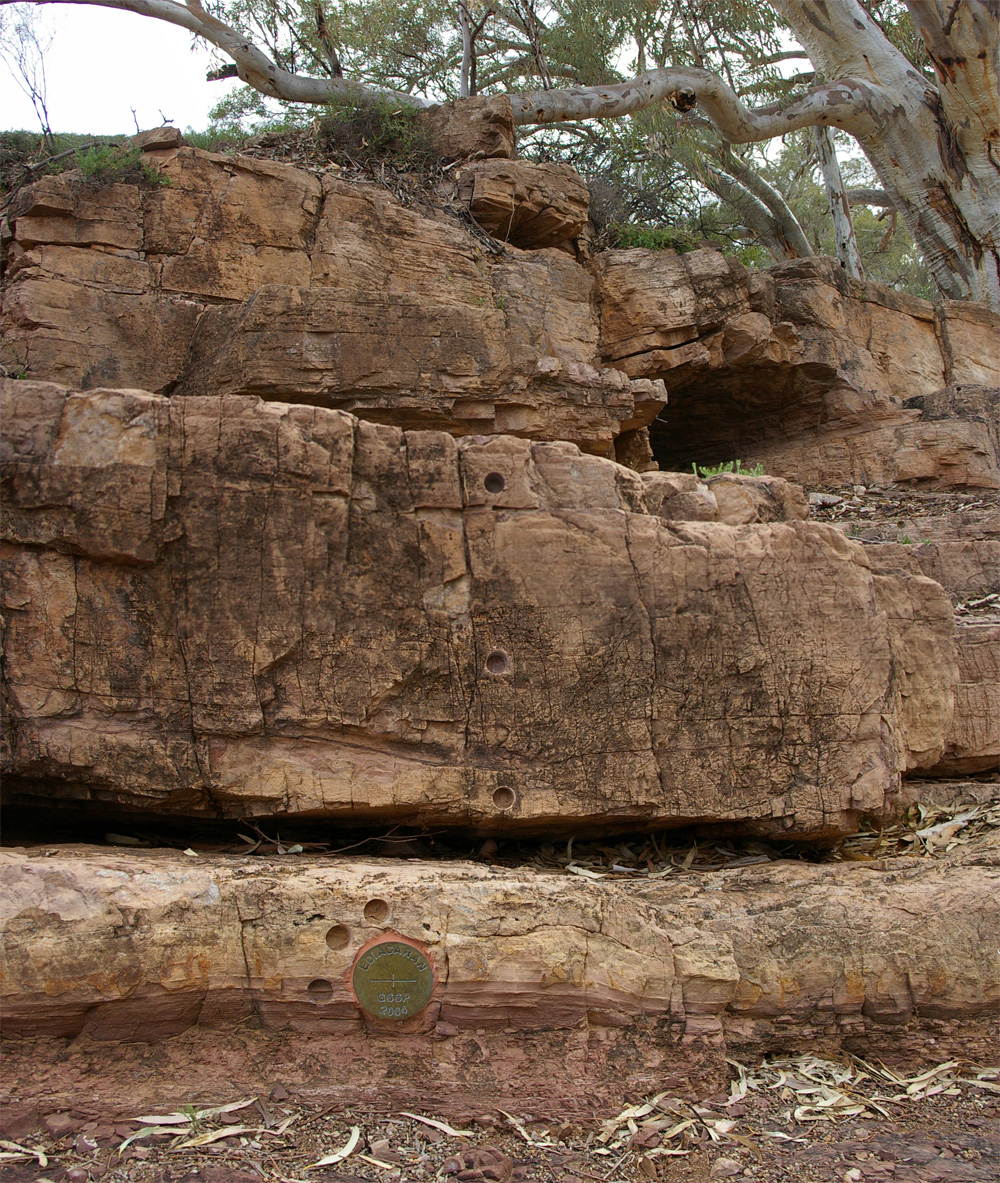
میخ طلایی (دیسک برنزی در پایین تصویر) نشان‌دهنده GSSP مرز زیرین دوره ادیاکاران.

نقطه و برش چینه‌گون مرزی جهانی (به انگلیسی: Global Boundary Stratotype Section and Point) یا نقطه و رخنمون استاندارد جهانی که به اختصار GSSP نامیده می‌شود، توافقی بین‌المللی برای تعیین نقاط مرجع مقاطع و رخنمون‌های چینه‌شناسی است که مرز زیرین یک اشکوب را در مقیاس زمانی زمین‌شناسی مشخص می‌سازد. مطالعات و فعالیت‌های تعیین این نقاط با هدایت کمیسیون بین‌المللی چینه‌شناسی که بخشی از انجمن بین‌المللی دانش زمین‌شناسی است انجام می‌شود. بیشتر نقاط رخنمون استاندارد جهانی (و نه همه آن‌ها) بر پایه تغییرات دیرینه‌شناسی است.
از آن‌جا که معمولاً نقاط و برش‌های چینه‌گون مرزی جهانی از طریق گذار اشکوب‌های جانوری تعریف می‌شود، بنابراین اشکوب‌های جانوری بیشتری نسبت به GSSPها تعریف شده‌اند. فعالیت‌ها و تلاش‌ها جهت تعریف GSSP از سال ۱۹۷۷ آغاز شد. تا سال ۲۰۱۲ از ۱۰۱ اشکوب نیازمند GSSP، تعداد ۶۴ مورد آن به‌صورت رسمی تعریف شده‌است.